# ساریناه
ساریناه (انگلیسی: Sarinah) که با نام «بازار بزرگ اندونزیایی» نیز شناخته می‌شود، یک فروشگاه بزرگ ۱۵ طبقه با ارتفاع ۷۴ متر است که در گاندانگدیا، منتنگ، جاکارتا مرکزی، اندونزی واقع شده‌است.
ساریناه نخستین آسمان‌خراش ساخته‌شده در جاکارتا بود. این ساختمان در تقاطع خیابان جالان کیای حاجی وحید حسیم و خیابان بزرگ جالان ام.اچ. تارمین قرار داد. ساریناه نخستین فروشگاه بزرگ مدرن در جاکارتا بود و به‌خاطر داشتن اولین پله‌های برقی در اندونزی، مجهز بودن به سیستم تهویه مطبوع، و وجود صندوق پرداخت پول الکترونیکی مشهور بود. علاوه بر خیابان تارمین، ساریناه در دهکدهٔ پجاتان در جاکارتای جنوبی، و بانیومانیک در سمارانگ و مالنگ نیز چندین فروشگاه دارد.

## اداره‌کننده
ساریناه در ۱۷ اوت ۱۹۶۲ تحت مالکیت و ادارهٔ شرکت پی‌تی ساریناه (پرسرو) قرا گرفت و به انضمام فروشگاه بزرگ پی‌تی اندونزی درآمد. مالکیت کامل این مجموعه در سال ۱۹۷۹ به دولت اندونزی واگذار شد و نام آن به نام کنونی تغییر یافت.

## تاریخچه
در اوایل دههٔ ۱۹۶۰ اندونزی تحت تأثیر نرخ‌های بالای تورم قرار گرفت. احمد سوکارنو، رئیس‌جمهور وقت اندونزی باور داشت که یک فروشگاه بزرگ می‌تواند به‌عنوان یک تثبیت‌کنندهٔ قیمت عمل کرده و به تحت کنترل نگه‌داشتن قیمت‌ها کمک کند. این دیدگاه پس از بازدید او از چندین پایتخت کمونیست دیگر از جمله مسکو، پراگ و ورشو در ذهن او شکل گرفت. این فروشگاه بزرگ توسط شرکت اوبایاشی با استفاده از منابع مالی غرامت جنگی ژاپن ساخته‌شد و در اوت ۱۹۶۶ افتتاح شد. از آنجا که پرورش ایدهٔ این پروژه توسط احمد سوکارنو انجام گرفت، او به‌یاد پرستار خود در دوران کودکی نام ساریناه را برای این فروشگاه بزرگ انتخاب کرد.
فروشگاه بزرگ دولتی ساریناه در تلاش برای پی‌گیری دستور کار خود جهت پایدارسازی قیمت‌ها، فهرست قیمت خواربار را به‌صورت هفتگی منتشر می‌کرد. سوکارنو تأیید کرد که «فروشگاه بزرگ ساریناه به یکی از ابزارهای مهم برای سازمان‌دهی جامعه‌گرایی اندونزی تبدیل خواهد شد…» و «اگر ساریناه یک بلوز را به قیمت ۱۰ روپیه به فروش برساند، آنگاه خرده‌فروشان دیگر نخواهند توانست همان بلوز را با قیمت ۲۰ روپیه بفروشند». با این حال این فروشگاه تقریباً بلافاصله در اجرای این نقش شکست خورد، چرا که در میزان کنش‌هایی که یک فروشگاه یا حتی چندین فروشگاه در کشوری به این بزرگی قادر به انجام آن بودند، محدودیت‌هایی وجود داشت. از آنجا که حوزهٔ فعالیت این فروشگاه به‌سرعت در شهرهای دیگر اندونزی گسترش یافت، ساریناه وارد مبارزه با سایر خرده‌فروشان شد و بدهی‌های آن افزایش یافت.
ساریناه در اوایل دههٔ ۱۹۷۰ و در تلاش برای بقا تمرکز خود را بر عرضهٔ صنایع دستی محلی، به‌ویژه باتیک گذاشت. این فروشگاه امروزه نیز بیشتر بخاطر فروش باتیک مشهور است. ساریناه در دههٔ ۱۹۹۰ با اجارهٔ مقداری از فضای خود به مک‌دونالد و هارد راک کافه موفق شد توانمندی خود را به‌عنوان محلی محبوب برای افراد جوان بازیابی کند.

## حادثه تروریستی ۲۰۱۶
در ۱۴ ژانویه ۲۰۱۶ چندین انفجار و تیراندازی در نزدیکی ساریناه رخ داد. حکومت اسلامی عراق و شام (ISIL) مسئولیت این حملات را بر عهده گرفت. در این حادثه ۸ نفر کشته‌شدند که ۴ نفر آنها شهروندان عادی، و ۴ نفر دیگر عوامل حمله بودند.

## گسترش
در منطقه‌ای که سارنیناه اکنون در آن قرار داد، چهار برج ۴۱ طبقه جهت تکمیل مرکز خرید کنونی ساخته خواهند شد. این برج‌های جدید دربرگیرندهٔ رستوران‌های سطح بالا، دفاتر و شرکت‌ها، محل‌هایی برای همایش‌ها و کنفرانس‌ها، و سالن‌های نمایشگاهی خواهند بود. انتظار می‌رود که پروژهٔ گسترش ساریناه تا اواسط سال ۲۰۲۰ به پایان برسد.